# Johannes Wanselow
Johannes Daniel Wanselow, född 24 juni 1982 i Umeå, är en svensk skådespelare.

## Biografi
Wanselow föddes i Ålidhem, Umeå som son till Helena Eriksson och Said Ghahremani. Efter att föräldrarnas förhållande tog slut flyttade han med mamman till Sala. Pappan återvände efter några år till sitt hemland Iran och kontakten med sonen bröts. De återsåg inte varandra på tjugo år. Wanselow har skildrat sin uppväxt och sökandet efter sin far i monologen Jag, mig själv och... på Malmö Stadsteater.
Wanselow är utbildad på Teaterhögskolan i Malmö 2002–2006. Han har bland annat medverkat i Utvandrarna som regisserades av Farnaz Arbabi, Re:union som regisserades av Dritëro Kasapi efter manus av Behrang Behdjou. På TV har han medverkat i De halvt dolda (som Peder, den riktiga Birk) i regi av Simon Kaijser da Silva, skriven av Jonas Gardell samt Livet i Fagervik i regi av Harald Hamrell, Kjell Sundvall och Mikael Syrén. På Sveriges Radio har han hörts i deckaren Laurentii tårar. Han erhöll Fritiof Billquists stipendium från Teaterförbundet 2007. Under 2009 medverkade Wanselow i Livet i Fagervik säsong 2 och Oskyldigt dömd säsong 2. Han medverkade i julkalendern 2010. År 2013 var han bioaktuell med det verklighetsbaserade dramat Monica Z om Monica Zetterlund, där han spelade textförfattaren och vännen Beppe Wolgers.
Wanselow medverkade under hösten 2013 i Streber av Stig Dagerman på Dramaten. Han gjorde rollen som Torsten Jansson i Glasjesus skriven av Gertrud Larsson som spelades som sommarteater 2014 i Åfors och Hovmantorp i regi av Regionteatern Blekinge Kronoberg. Sedan 2015 tillhör han ensemblen på Malmö Stadsteater.

## Filmografi
- 2009 – De halvt dolda
- 2009 – Oskyldigt dömd
- 2009 – Livet i Fagervik
- 2010 – Hotell Gyllene Knorren
- 2013 – Monica Z
- 2016 – Jävla klåpare (Gästroll)
- 2017 – Happy Street
- 2020 – Festen (TV-serie)
- 2021 – Klassen (TV-serie)
- 2023 – Banandansen
- 2025 – Stenbeck (TV-serie)

## Teater

### Roller (ej komplett)
| År   | Roll                                                                          | Produktion                                                                                             | Regi                  | Teater                                        |
| ---- | ----------------------------------------------------------------------------- | --- | --------------------- | --------------------------------------------- |
| 2004 | Pojken                                                                        | I väntan på Godot (En attendant Godot) Samuel Beckett                                                  | Stefan Ridell         | Teater Halland                                |
| 2006 | Johan                                                                         | Utvandrarna Vilhelm Moberg                                                                             | Farnaz Arbabi         | Riksteatern/ Regionteatern Blekinge Kronoberg |
| 2007 | Gatas                                                                         | Re:Union Behrang Behdjou                                                                               | Dritëro Kasapi        | Gottsunda dans & teater/ Ung scen/öst         |
| 2010 | Gud                                                                           | Hela världen i mitt huvud Emma Broström                                                                | Kajsa Isakson         | Riksteatern                                   |
| 2011 | Rodrigo                                                                       | Othello William Shakespeare                                                                            | Dritëro Kasapi        | Riksteatern                                   |
| 2011 | Edmund                                                                        | Lång dags färd mot natt (Long Day's Journey into Night) Eugene O'Neill                                 | Maria Löfgren         | Riksteatern                                   |
| 2012 | Teo m.fl.                                                                     | Vårens nyckelord Gustav Tegby                                                                          | Maja Salomonsson      | Riksteatern                                   |
| 2012 | Flygvärdinna                                                                  | Flygräddare Ann-Sofie Bárány                                                                           | Suzanne Osten         | Unga Klara/ Riksteatern                       |
| 2013 | Pelle Lind                                                                    | Streber Stig Dagerman                                                                                  | Olle Jansson          | Dramaten                                      |
| 2014 | Torsten Jansson                                                               | Glasjesus Gertrud Larsson                                                                              | Lars Sonnesjö         | Regionteatern Blekinge Kronoberg              |
| 2014 | Mrs Stonebottom                                                               | Bröderna Marx Filip Burman                                                                             | Josette Bushell-Mingo | Riksteatern                                   |
| 2015 |                                                                               | Folkets fiende (En folkefiende) Henrik Ibsen                                                           | Dritëro Kasapi        | Malmö Stadsteater                             |
| 2015 | Kristoffer                                                                    | Direktören för det hela (Direktøren for det hele) Lars von Trier                                       | Anders Lundorph       | Malmö Stadsteater                             |
| 2015 | Medverkande                                                                   | En ny revy Valle Westesson                                                                             | Hans Marklund         | Malmö Stadsteater                             |
| 2016 | Sebastian                                                                     | Trettondagsafton (Twelfth Night, or What You Will) William Shakespeare                                 | Frede Gulbrandsen     | Malmö Stadsteater                             |
| 2016 | Jörgen Homuth                                                                 | Stockholms blodbad Lucas Svensson och Moqi Simon Trolin                                                | Moqi Simon Trolin     | Malmö Stadsteater                             |
| 2016 | Rita Jonsson                                                                  | Karl-Bertil Jonssons julafton Tage Danielsson                                                          | Sara Cronberg         | Malmö Stadsteater                             |
| 2017 | Christian VII                                                                 | Livläkarens besök Per Olov Enquist                                                                     | Johanna Garpe         | Malmö Stadsteater                             |
| 2017 |                                                                               | Movements Tilde Björfors och Alexandra Loonin                                                          | Tilde Björfors        | Malmö Stadsteater                             |
| 2017 |                                                                               | Det svarta vattnet (Das Schwarze Wasser) Roland Schimmelpfennig                                        | Martin Rosengardten   | Malmö Stadsteater                             |
| 2018 | Berthe                                                                        | Pippin Stephen Schwartz och Roger O Hirson                                                             | Ronny Danielsson      | Malmö Opera                                   |
| 2018 |                                                                               | Jag, mig själv och... Hassan Preisler                                                                  | Hassan Preisler       | Malmö Stadsteater                             |
| 2018 | Kurre Järnberg Leonard Feather Beppe Wolgers Svante Carmen Max von Sydow Ella | Monicas vals Klas Abrahamsson                                                                          | Heinrich Christensen  | Malmö Stadsteater                             |
| 2018 | Rita Jonsson Vincent, man med skägg                                           | Karl-Bertil Jonssons julafton Tage Danielsson                                                          | Sara Cronberg         | Malmö Stadsteater                             |
| 2019 | Kevin Andrew Pete                                                             | Kaniner (Rabbits) Joe Hampson                                                                          | Mattias Linderoth     | Malmö Stadsteater                             |
| 2019 | Clocksworth                                                                   | Skönheten och odjuret (Beauty and the Beast) Alan Menken, Howard Ashman, Tim Rice och Linda Woolverton | Linus Fellbom         | Malmö Opera                                   |
| 2021 | Semjon                                                                        | Måsen (Чайка, Tjajka) Anton Tjechov                                                                    | Eva Dahlman           | Malmö Stadsteater                             |
| 2022 | Kim                                                                           | Gasljus: Malmö Henrik Bromander                                                                        | John Hanse            | Malmö stadsteater                             |
| 2022 |                                                                               | Robin Hoods hjärta (The Heart of Robin Hood) David Farr                                                | Ronny Danielsson      | Malmö stadsteater                             |
| 2023 | Niklas Botten                                                                 | En midsommarnattsdröm (A Midsummer Night's Dream) William Shakespeare                                  | Sara Cronberg         | Malmö stadsteater                             |